# 아오키 하야토
아오키 하야토(일본어: 青木 駿人, 2001년 4월 6일~)는 일본의 축구 선수이다.

## 구단 경력
그는 2023년 J2리그의 도쿠시마 보르티스에 입단했다.